# Vuurkeelcichlide
De Vuurkeelcichlide (Thorichthys meeki) is een tropische vis die ook als aquariumvis gehouden wordt. Het is familie van de Cichlidae (cichliden) . Ze komen oorspronkelijk uit Noord- en Midden-Amerika  (Mexico,  Guatemala en Belize).
Deze vis moet paarsgewijs gehouden worden in een ruim aquarium van minimaal 1,50 meter. Hij is ten opzichte van kleinere soortgenoten redelijk agressief, zo ook tijdens de paartijd naar soortgenoten. Een territorium wordt dan ingericht. Tijdens de paartijd wordt de bodem ook flink omgewoeld en worden planten dikwijls niet met rust gelaten. Het is daarom verstandig om harde planten te gebruiken en deze stevig te verankeren.  De bodem moet bestaan uit fijn zand en er moeten met stenen en kienhout voldoende schuilplaatsen geboden worden.
Het is een alleseter, dus er moet voor voldoende variatie gezorgd worden.
De kweek is vrij eenvoudig. De 100-500 eieren worden op stenen afgezet en bevrucht. Als de jongen uitkomen worden ze door de ouders in kuilen ondergebracht. Beide ouders verzorgen de jongen nog geruime tijd.  De jongen kunnen worden groot gebracht met Artemia-naupliën.

## Synoniemen
Amphilophus meeki,
Cichlasoma meeki,
Nandopsis meeki